# Sibambe
Sibambe ist eine Ortschaft und eine Parroquia rural („ländliches Kirchspiel“) im Kanton Alausí der ecuadorianischen Provinz Chimborazo. Die Parroquia besitzt eine Fläche von 144,8 km². Die Einwohnerzahl lag im Jahr 2010 bei 3869.

## Lage
Die Parroquia Sibambe liegt in den Anden am rechten Flussufer des Río Chanchán (im Oberlauf auch Río Guasuntos) und dessen rechten Nebenflusses Pumachaca. Der Hauptort Sibambe befindet sich 5,5 km westsüdwestlich des Kantonshauptortes Alausí auf einer Höhe von 2450 m. Die Fernstraße E47 (Alausí–El Triunfo) führt an der Ortschaft vorbei. Die Parroquia liegt in Höhen zwischen 1430 m und 3600 m. Durch das Flusstal des Río Chanchán und des Pumachaca führt die Bahnlinie Durán–Quito. Am Fuße des Berges Nariz del Diablo (span. für „Teufelsnase“) befindet sich der Bahnhof Sibambe, der jedoch schon auf dem Gemeindegebiet von Alausí liegt. Im Anschluss überwindet die Eisenbahn an dem Berg einen großen Höhenunterschied mittels zweier Spitzkehren.
Die Parroquia Sibambe grenzt im Osten an die Parroquias Tixán und Alausí, im Südosten an die Parroquias Pistishi und Chunchi (Kanton Chunchi), im Südwesten an die Parroquia Huigra, im Westen an den Kanton Cumandá und die Parroquia Multitud sowie im Norden an den Kanton Pallatanga und die Parroquia Palmira (Kanton Guamote).

## Geschichte
Der Ort geht auf eine spanische Gründung aus dem Jahr 1574 zurück. Seit der Gründung des Kantons Alausí im Jahr 1824 ist Sibambe eine zugehörige Parroquia.

## Bildergalerie

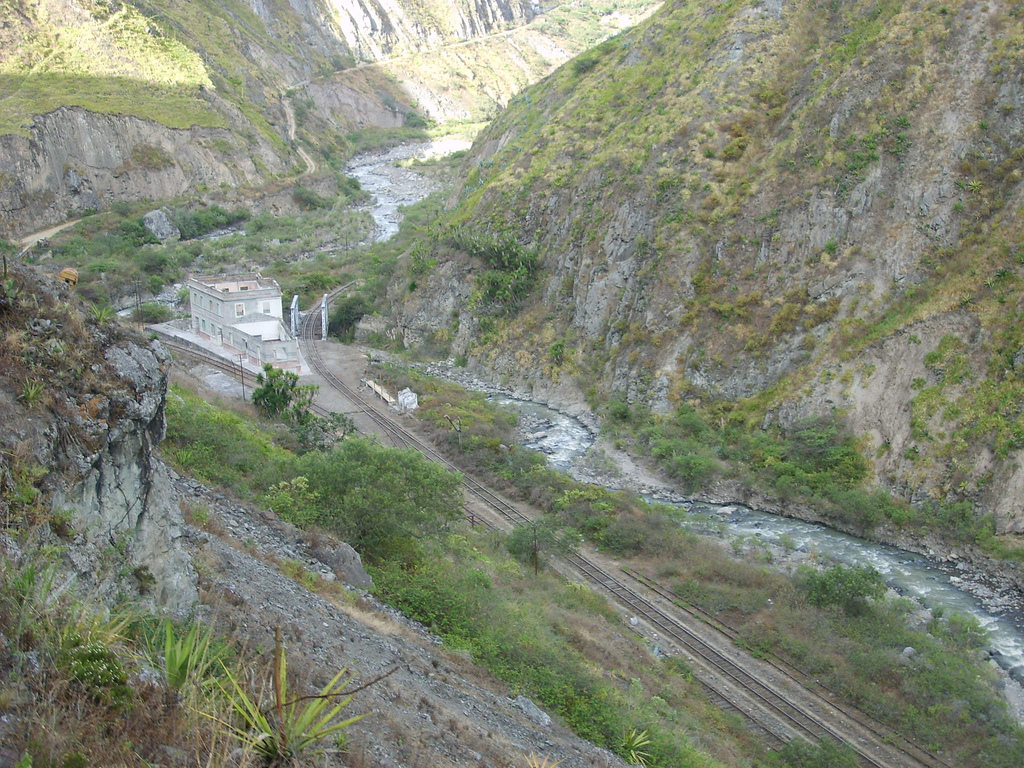
Bahnhof von Simbambe (2008)
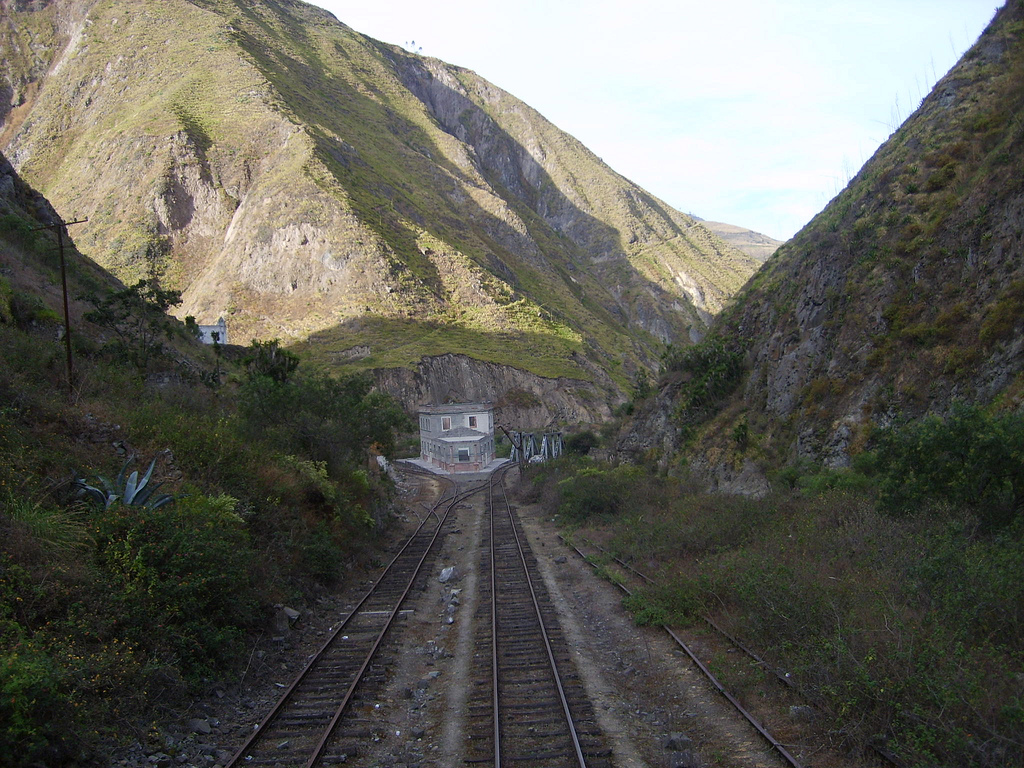
Bahnhof von Simbambe (2008)